# Kuta Galoh
Kuta Galoh is een bestuurslaag in het regentschap Karo van de provincie Noord-Sumatra, Indonesië. Kuta Galoh telt 550 inwoners (volkstelling 2010).